# Arie Huijser
Arie (Ad) Huijser (Eindhoven, 1946) is een Nederlands natuurkundige.

## Studie
Huijser verkreeg zijn ir's diploma, technische natuurkunde, van de TUE.
Tijdens zijn studie was hij lid van het Eindhovens Studenten Corps. Hij promoveerde in 1979 bij de Universiteit Twente op een proefschrift getiteld Electronic properties of the (110) surface of Gallium arsenide and other III-V compounds.
Hoewel hij geen opleiding in dit vakgebied heeft en sinds zijn promotie in 1979 geen wetenschap heeft bedreven, ontwikkelde hij zich na zijn pensionering tot, volgens eigen zeggen,
'amateur klimatoloog'.

## Werkzaamheden
Huijser begon bij Philips Research (NatLab) in 1970. Binnen Philips Research was hij onder andere betrokken bij onderzoek naar de geflopte analoge video langspeelplaat (VLP). Hij werd in 1985 benoemd tot adjunct-directeur. In 1991 werd Huijser CTO van Consumer Electronics, en op 15 juni 1994 volgde zijn benoeming als managing director van het Philips Natuurkundig Laboratorium. Na twee jaar bij het Philips Multimedia Center in Palo Alto, Verenigde Staten, kreeg hij eind 1998 verantwoordelijkheid voor de wereldwijde research van Philips. In 1999 wordt hij CTO, en in 2002 wordt hij benoemd in de Raad van Bestuur.
Ad Huijser was met Philips-topman Frans van Houten commissaris bij LG.Philips Displays (LPD), en in 2004 voorzitter van de raad van bestuur, een joint venture van Philips en de Koreaanse firma LG, dat in het grootste geheim afspraken maakte met zes concurrenten als Samsung en Toshiba over de prijzen van beeldbuizen. Philips kreeg met LG een EU boete van 509 miljoen euro vanwege frauduleuze kartelvorming in de TV markt.
Huijser stelde in 2002 dat "zonder Philips we een armetierig landje zouden zijn, als het gaat om R&D uitgaven"
Hij stelde dat het onderzoekswerk op het NatLab verder zal krimpen en naar het Verre Oosten verschuiven. Huijser verwacht dat, bij gelijkblijvend beleid, het NatLab in vijftien jaar, dus net na het 100-jarig jubileum in 2017, verdwenen zal zijn. Het duurde watlanger: in januari 2023 werd aangekondigd dat Philips het Natlab sluit en het onderzoek volledig naar de productdivisies verschuift. Echter, niet door concurrentie vanuit het Verre oosten, maar door mismanagement (verkoop van zeer winstgebevnde divisies) en frauduleuze handelingen van de Philips' Raad van Bestuur.

## Nevenfuncties
In 2006 werd hij benoemd tot voorzitter van de Raad van Toezicht van Fontys als opvolger van oud-minister Gerrit Braks. In 2011 trad Huijser toe tot de raad van commissarissen van de Amerikaanse microscopenbouwer Fei.

## Zijn bijdragen tot de klimaatdiscussie
Huijser verdiepte zich na zijn pensioen in 2006 in de mogelijke oorzaken van de klimaatverandering en werd hiervoor in hoofdzaak beïnvloed door de visie van klimaatontkenners. Hij schreef er enkele artikelen over, onder andere voor de Amerikaanse website Watts Up With That van Anthony Watts, een website die beschuldigt wordt van misleiding. Huijser vatte zijn visie over het klimaat in 2022 samen in een essay  gepubliceerd op de website van de klimaatontkenner Hans Labohm. Huijser concludeert dat (quote) 'Het idee dat CO2 de hoofdschuldige is van alle opwarming sinds 1850, is weinig aannemelijk en niet meer dan een onbewezen hypothese'. Dit is in tegenstrijd met de door klimaatwetenschap algemeen aanvaardde theorie dat menselijk handelen het broeikaseffect versterkt. Huijser meent dan ook dat (quote) 'maatregelen gebaseerd op het idee dat we de huidige opwarming kunnen stoppen door het volledig uitbannen van fossiele brandstoffen, zullen dan ook niet het geclaimde resultaat hebben. Dat is een totale, en in dit geval ook uiterst kostbare, ILLUSIE'.